# Замость (гмина)
Замость (пол. Zamość) — сельская гмина (волость) в Польше, входит как административная единица в Замойский повет, Люблинское воеводство. Население — 20 276 человек (на 2004 год).

## Сельские округа
1. Бялобжеги
2. Бяловоля
3. Боровина-Ситанецка
4. Бортатыче
5. Бортатыче-Колёня
6. Хыжа
7. Ятутув
8. Калиновице
9. Липско
10. Липско-Кособуды
11. Липско-Полесе
12. Лапигуз
13. Мокре
14. Плоске
15. Пнювек
16. Седлиска
17. Ситанец
18. Ситанец-Колёня
19. Ситанец-Волица
20. Скарашув
21. Скокувка
22. Шопинек
23. Вепшец
24. Вежховины
25. Вулька-Паненьска
26. Вулька-Вепшецка
27. Выходы
28. Высоке
29. Залесе
30. Зажече
31. Завада
32. Звудне
33. Жданув
34. Жданувек
35. Хубале
36. Майданек
37. Топорница
38. Загура

## Соседние гмины
1. Гмина Адамув
2. Гмина Лабуне
3. Гмина Нелиш
4. Гмина Ситно
5. Гмина Скербешув
6. Гмина Стары-Замость
7. Гмина Щебжешин
8. Замость
9. Гмина Звежинец